# Pediobius clinognathus
Pediobius clinognathus är en stekelart som först beskrevs av James Waterston 1915.  Pediobius clinognathus ingår i släktet Pediobius och familjen finglanssteklar. Inga underarter finns listade i Catalogue of Life.